# Dietach
Dietach är en ort och kommun i Österrike. Den ligger i distriktet Steyr-Land i förbundslandet Oberösterreich, 150 kilometer väster om huvudstaden Wien. 
Kommunen består av fem orter (Ortschaften) (inom parentes invånarantal 1 januari 2024):
- Dietach (1 459)
- Dietachdorf (1 359)
- Stadlkirchen (312)
- Thann (177)
- Winkling (125)